# 船原峠
船原峠（ふなばらとうげ）は、静岡県伊豆市に位置する標高574 mの峠。別名は土肥峠（といとうげ）。

## 概要
下を通る国道136号の船原トンネルで中伊豆と西伊豆が結ばれ、その峠越えの旧道は静岡県道411号西天城高原線と伊豆市道へ移管されている。静岡県道411号は峠から南側へも稜線に沿って静岡県道59号伊東西伊豆線まで続く。また、静岡県道127号船原西浦高原線（西伊豆スカイライン）が起点から北の戸田峠方向へ稜線に沿って通る。

## 交通
公共交通機関では、西伊豆東海バスの修善寺駅 - 土肥 - 松崎線が通る。